# Narodowy Uniwersytet Gospodarki Wodnej i Zarządzania Zasobami Naturalnymi
Narodowy Uniwersytet Gospodarki Wodnej i Zarządzania Zasobami Naturalnymi (ukr. Національний університет водного господарства та природокористування - НУВГП, Natsionalnyj universytet vodnoho gospodarstva ta pryrodokorystuvannya - NUVGP) – ukraińska szkoła wyższa w Równem. Kształcenie prowadzone jest w różnych specjalnościach na 11 fakultetach. W 1915 roku została założona Kijowska Średnia Rolnicza Szkoła Hydrauliczna (ukr. Київське середнє сільськогосподарське гідротехнічне училище). Potem wielokrotnie zmieniała swój status i nazwę, a w 1959 została przeniesiona do Równego i zmieniła nazwę na Ukraiński Instytut Inżynierów Gospodarki Wodnej (ukr. Український інститут інженерів водного господарства). Pod obecną nazwą uniwersytet funkcjonuje od maja 2004.